# Kyshtovsky (huyện)
Huyện Kyshtovsky (tiếng Nga: ? райо́н) là một huyện hành chính tự quản (raion), của Tỉnh Novosibirsk, Nga. Huyện có diện tích 11481 kilômét vuông, dân số thời điểm ngày 1 tháng 1 năm 2000 là 18100 người. Trung tâm của huyện đóng ở Kyshtovka.